# رحمت أباد (فردوس)
رحمت أباد (بالفارسية: رحمت‌آباد) هي مستوطنة تقع في Baghestan Rural District في إيران. يقدر عدد سكانها بـ 18 نسمة .